# Intersecția Kaiserberg
Intersecția Kaiserberg este o intersecție a Autostrăzilor A 3 și A 40 din Germania.

## Amplasare
Intersecția se află situat pe colina Kaiserberg care are altitudinea de 75 m deasupra n.m. la est de orașul Duisburg (regiunea Ruhr), din Nordrhein-Westfalen, Germania. La vest de intersecție se află cartierul orașului cu grădina zoologică, iar la nord cursul râulul Ruhr în apropiere de autostradă fiind un buncăr rămas din timpul războiului.